# 宏德居

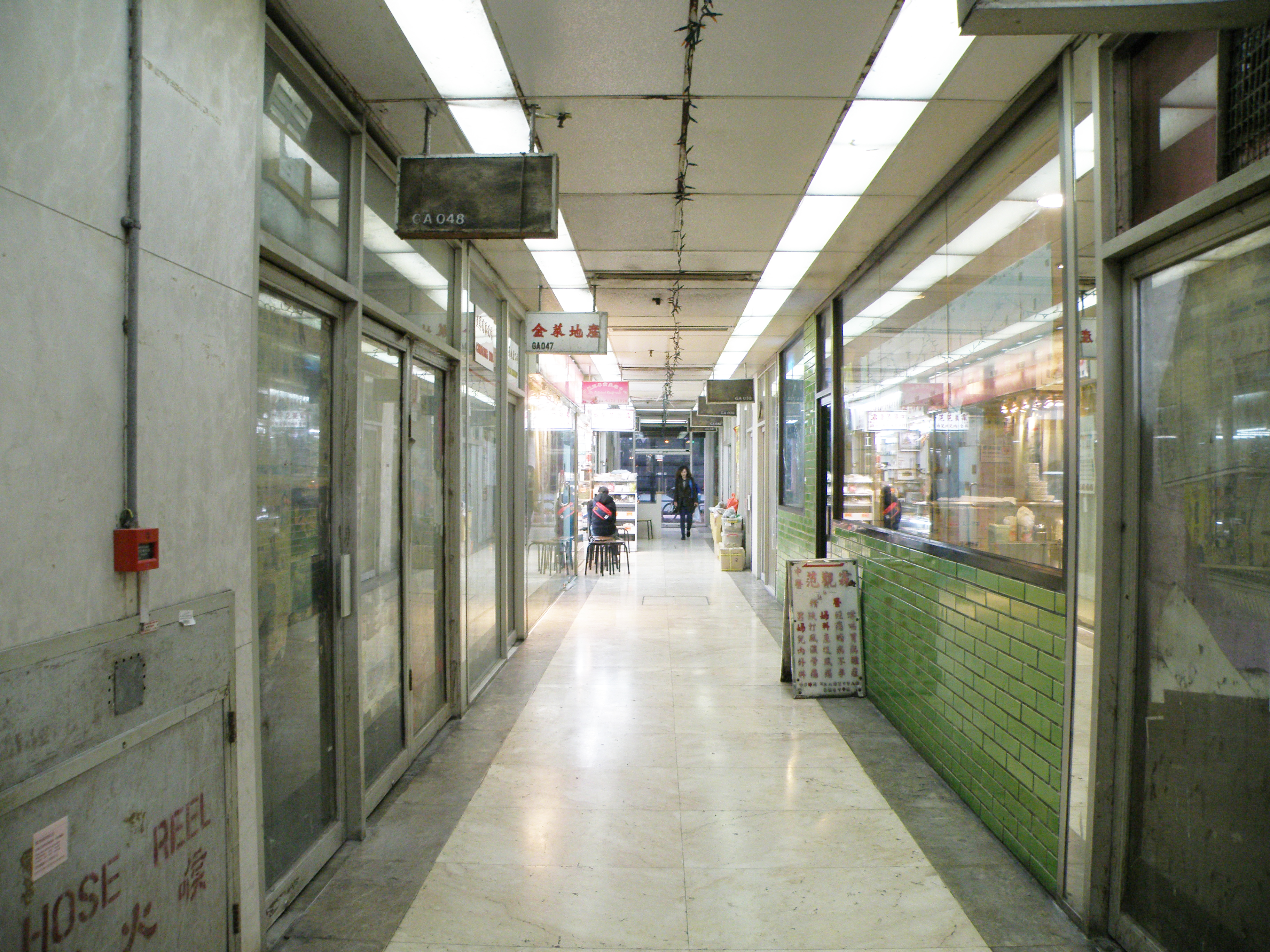
宏德居商場

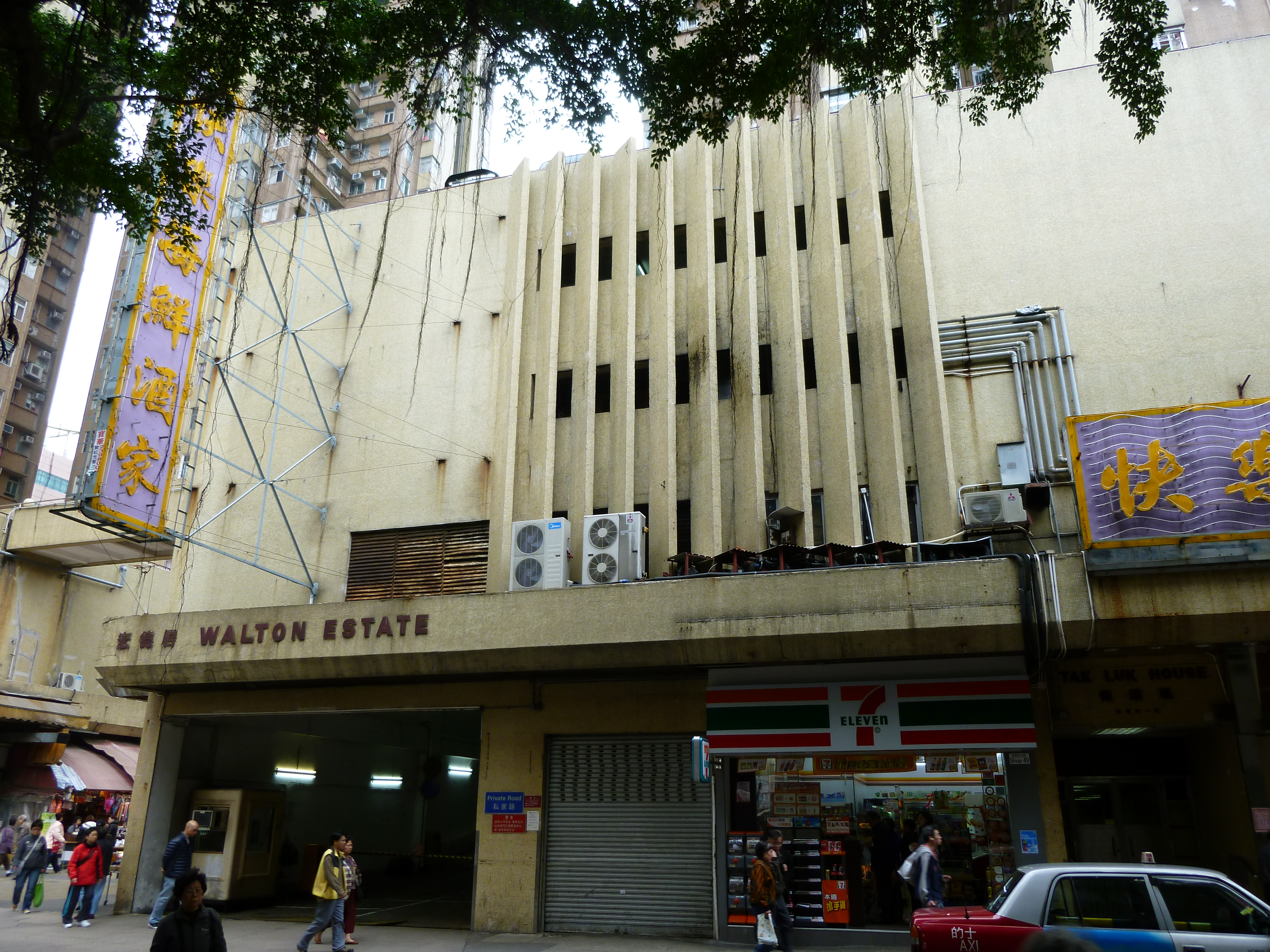
宏德居基座

宏德居（英語：Walton Estate），是香港私人機構參建居屋屋苑，由凱聯國際及嘉里建設合組財團發展，及由香港房屋委員會負責監管整個發展過程及推售，由關善明建築師樓有限公司設計，位於香港柴灣，鄰近永利中心、樂軒臺及怡翠苑。在1982年落成，同年8月21日入伙，屬於居者有其屋第3期甲，為香港第3個私人機構參建居屋計劃。由於物業為1982年修例前的私人機構參建居屋計劃屋苑，單位轉讓並不需要向香港房屋委員會申請補地價。

## 屋苑資料

### 簡介
宏德居由2個地段共4座樓宇組成，分別為德福樓、德禧樓、德祿樓、德壽樓，合共提供760個單位。大廈外牆以深啡色為主，每層有8個建築面積466至599平方呎（43-52平方米）單位組成，實用面積36-43平方米，全部為2房2廳間隔單位。首次推出售價165,300-232,600港元。
上上一手管理公司為創毅物業服務顧問有限公司（2016年7月起）。
現時管理公司為港深聯合物業管理有限公司
屋苑設施包括中西餐飲食肆、兒童遊樂場、停車場、商場、游泳池、銀行。

### 樓宇
| 樓宇名稱（座號） | 樓宇類型                      | 落成年份 | 層數         | 每層伙數 | 每座單位總數（伙） | 建築師                 | 承建商   | 提供升降機的廠商 |
| ---------------- | ----------------------------- | -------- | ------------ | -------- | ------------------ | ---------------------- | -------- | ---------------- |
| 德福樓（第1座）  | 私人參建居屋計劃 （十字井型） | 1982年   | 26（4-26樓） | 8        | 184                | 關善明建築師樓有限公司 | （待查） | 富士達           |
| 德祿樓（第2座）  | 私人參建居屋計劃 （十字井型） | 1982年   | 26（4-26樓） | 8        | 184                | 關善明建築師樓有限公司 | （待查） | 富士達           |
| 德壽樓（第3座）  | 私人參建居屋計劃 （十字井型） | 1982年   | 25（2-25樓） | 8        | 192                | 關善明建築師樓有限公司 | （待查） | 富士達           |
| 德禧樓（第4座）  | 私人參建居屋計劃 （十字井型） | 1982年   | 26（2-26樓） | 8        | 200                | 關善明建築師樓有限公司 | （待查） | 富士達           |

### 早期物業環境
早於1980年代，因宏德居為區內最新物業，加上物業本身坐落柴灣人流暢旺的地帶，因而發展出很多商業活動在宏德居附近，宏德居通往德祿樓、德福樓之間通道因而成為小販擺賣之地方，亦因此成為區內數一數二之露天街市，當時市政局為解決非法擺賣之問題，在宏德居近德壽樓附近興建柴灣臨時街市，可惜使用率奇低。
早期中國國貨有限公司亦位於宏德居商場1樓（前身為香港創價學會，於2012年改為百佳超級廣場）。至1990年代，政府決定在宏德居附近，柴灣臨時街市對面興建柴灣市政大廈，內設永久街市，以解決近20年來非法擺賣之問題，柴灣臨時街市拆卸改建公園，因此宏德居附近環境衛生得以改善。